# تک‌تیرانداز (فیلم ۲۰۰۹)
تک‌تیرانداز (به انگلیسی: The Sniper) یک فیلم سینمای هنگ کنگی در ژانر اکشن و مهیج که در سال ۲۰۰۹ میلادی در چین اکران شد. 
از بازیگران آن می‌توان به ادیسون چن اشاره کرد.